# The Twain Shall Meet
The Twain Shall Meet studijski je album britanskog rock sastava Eric Burdon & The Animals, kojeg diskografska kuća MGM objavljuje u travnju 1968. godine.

## O albumu
Album sadrži osam skladbi,a producent je bio Tom Wilson. "Sky Pilot", je antiratna skladba u doba Vijetnamskog rata, te je postala njihova velika uspješnica. Skladba "Monterey" je također postigla veliki uspjeh, a posvećena je Monterey Pop festivalu.
Album je zauzeo #78 na Billboardovoj ljestvici albuma.

## Popis pjesama
Sve pjesme napisali su Eric Burdon, Vic Briggs, John Weider, Barry Jenkins i Danny McCulloch, osim "Orange and Red Beams", koju je napisao McCulloch.

### Strana 1
1. "Monterey" (4:18)
2. "Just the Thought" (3:47)
3. "Closer to the Truth" (4:31)
4. "No Self Pity" (4:50)
5. "Orange and Red Beams" (3:45)

### Strana 2
1. "Sky Pilot" (7:27)
2. "We Love You Lil" (6:48)
3. "All Is One" (7:45)

## Izvođači
- Eric Burdon - vokal (osim u skladbi "Orange and Red Beams")
- John Weider - gitara, violina
- Vic Briggs  - gitara
- Danny McCulloch - bas-gitara, vokal (skladba "Orange and Red Beams")
- Barry Jenkins - bubnjevi